# Squadra norvegese di Coppa Davis
La squadra norvegese di Coppa Davis rappresenta la Norvegia nella Coppa Davis, ed è posta sotto l'egida dalla Norges Tennisforbund.
La squadra partecipa alla competizione dal 1928, e attualmente è inclusa nel Group II della zona Euro-Africana. Non ha mai partecipato al World Group, avendo sfiorato l'impresa nel 1995, quando venne sconfitta ai World Group Play-offs.

## Organico 2024
Vengono di seguito illustrati i convocati per ogni singolo turno della Coppa Davis 2024. A sinistra dei nomi la nazione affrontata e il risultato finale. Fra parentesi accanto ai nomi, il ranking del giocatore nel momento della disputa degli incontri (la "d" indica che il ranking corrisponde alla specialità del doppio).
| Gruppo Mondiale I - Playoff | Gruppo Mondiale I - Playoff                                                                                               |
| Lettonia (4-0)              | Casper Ruud (12) Viktor Durasovic (413) Leyton Rivera (1763) Lukas Hellum Lilleengen (1778 d) Nicolai Budkov Kjær (f.r.*) |
| --------------------------- | --- |

| Gruppo Mondiale I - Turno principale | Gruppo Mondiale I - Turno principale                                                                                    |
| Portogallo (3-1)                     | Casper Ruud (9) Viktor Durasovic (489) Nicolai Budkov Kjær (737) Herman Høyeraal (1557) Lukas Hellum Lilleengen (713 d) |
| ------------------------------------ | --- |

* f.r. = Fuori Ranking

## Risultati
= Incontro del Gruppo Mondiale

### 2010-2019
| Anno | Turno                           | Data            | Sede                        | Avversario         | Punteggio | Esito     |
| ---- | ------------------------------- | --------------- | --------------------------- | ------------------ | --------- | --------- |
| 2010 | Gruppo II, 1º Turno             | 5-7 marzo       | Oslo (NOR)                  | Slovenia           | 0–5       | Sconfitta |
| 2010 | Gruppo II, Playoff 1º Turno     | 9-11 luglio     | Roquebrune-Cap-Martin (MCO) | Monaco             | 0–5       | Sconfitta |
| 2011 | Gruppo III, Round Robin         | 12 maggio       | Skopje (MKD)                | Albania            | 3–0       | Vittoria  |
| 2011 | Gruppo III, Round Robin         | 13 maggio       | Skopje (MKD)                | Turchia            | 1–2       | Sconfitta |
| 2011 | Gruppo III, Playoff 5º-8º posto | 14 maggio       | Skopje (MKD)                | Andorra            | 3–0       | Vittoria  |
| 2012 | Gruppo III, Round Robin         | 2 maggio        | Sofia (BGR)                 | Islanda            | 3–0       | Vittoria  |
| 2012 | Gruppo III, Round Robin         | 3 maggio        | Sofia (BGR)                 | Malta              | 3–0       | Vittoria  |
| 2012 | Gruppo III, Round Robin         | 4 maggio        | Sofia (BGR)                 | Grecia             | 1–2       | Sconfitta |
| 2012 | Gruppo III, Playoff 5º-8º posto | 5 maggio        | Sofia (BGR)                 | Moldavia           | 2–1       | Vittoria  |
| 2013 | Gruppo III, Round Robin         | 22 maggio       | San Marino (SMR)            | Malta              | 3–0       | Vittoria  |
| 2013 | Gruppo III, Round Robin         | 23 maggio       | San Marino (SMR)            | Islanda            | 3–0       | Vittoria  |
| 2013 | Gruppo III, Playoff             | 25 maggio       | San Marino (SMR)            | Georgia            | 2–0       | Vittoria  |
| 2014 | Gruppo II, 1º Turno             | 31 gen.-2 feb.  | Oslo (NOR)                  | Lituania           | 0–5       | Vittoria  |
| 2014 | Gruppo II, Playoff 2º Turno     | 4-6 aprile      | Oslo (NOR)                  | Monaco             | 0–5       | Sconfitta |
| 2015 | Gruppo III, Round Robin         | 16 luglio       | San Marino (SMR)            | Armenia            | 3–0       | Vittoria  |
| 2015 | Gruppo III, Round Robin         | 17 luglio       | San Marino (SMR)            | Macedonia del Nord | 3–0       | Vittoria  |
| 2015 | Gruppo III, Playoff             | 18 luglio       | San Marino (SMR)            | Cipro              | 2–0       | Vittoria  |
| 2016 | Gruppo II, 1º Turno             | 4-6 marzo       | Šiauliai (LTU)              | Lituania           | 2–3       | Sconfitta |
| 2016 | Gruppo II, Playoff 1º Turno     | 15-17 luglio    | Capellen (LUX)              | Lussemburgo        | 3–2       | Vittoria  |
| 2017 | Gruppo II, 1º Turno             | 3-5 febbraio    | Riga (LVA)                  | Lettonia           | 5–0       | Vittoria  |
| 2017 | Gruppo II, 2º Turno             | 7-9 aprile      | Stavanger (NOR)             | Danimarca          | 1–4       | Sconfitta |
| 2018 | Gruppo II, 1º Turno             | 3-4 febbraio    | Sharm el-Sheikh (EGY)       | Egitto             | 0–4       | Sconfitta |
| 2018 | Gruppo II, Playoff              | 7-8 aprile      | Oslo (NOR)                  | Irlanda            | 3–1       | Vittoria  |
| 2019 | Gruppo II, Playoff              | 13-14 settembre | Oslo (NOR)                  | Georgia            | 3–1       | Vittoria  |

### 2020-2029
| Anno | Turno                               | Data            | Sede              | Avversario | Punteggio | Esito     |
| ---- | ----------------------------------- | --------------- | ----------------- | ---------- | --------- | --------- |
| 2021 | Gruppo Mondiale I, Playoff          | 6-7 marzo       | Oslo (NOR)        | Barbados   | 4–0       | Vittoria  |
| 2021 | Gruppo Mondiale I, Turno principale | 17-18 settembre | Oslo (NOR)        | Uzbekistan | 3–1       | Vittoria  |
| 2021 | Gruppo Mondiale I, Semifinale       | 26-27 novembre  | Oslo (NOR)        | Ucraina    | 3–1       | Vittoria  |
| 2022 | Qualificazioni Gruppo Mondiale      | 4-5 marzo       | Oslo (NOR)        | Kazakistan | 1–3       | Sconfitta |
| 2022 | Gruppo Mondiale I, Turno principale | 16-17 settembre | Lillehammer (NOR) | India      | 3–1       | Vittoria  |
| 2023 | Qualificazioni Gruppo Mondiale      | 3-4 febbraio    | Oslo (NOR)        | Serbia     | 0–4       | Sconfitta |
| 2023 | Gruppo Mondiale I, Turno principale | 16-17 settembre | Lima (PER)        | Perù       | 1–4       | Sconfitta |
| 2024 | Gruppo Mondiale I, Playoff          | 2-3 febbraio    | Gjøvik (NOR)      | Lettonia   | 4–0       | Vittoria  |
| 2024 | Gruppo Mondiale I, Turno principale | 13-14 settembre | Bekkestua (NOR)   | Portogallo | 3–1       | Vittoria  |

## Statistiche giocatori
Di seguito la classifica dei tennisti norvegesi con almeno una partecipazione in Coppa Davis, ordinati in base al numero di vittorie. In caso di parità si tiene conto del maggior numero di incontri disputati; in caso di ulteriore parità viene dato più valore agli incontri in singolare; come quarto e ultimo criterio viene considerata la data d'esordio. In grassetto quelli tuttora in attività.

Aggiornato alla Coppa Davis 2025 (Norvegia-Argentina 2-3).
| #  | Tennista            | Singolare | Doppio | Totale |
| -- | ------------------- | --------- | ------ | ------ |
| 1  | Stian Boretti       | 26-19     | 12-18  | 38-37  |
| 2  | Christian Ruud      | 24-15     | 7-8    | 31-23  |
| 3  | Jan Frode Andersen  | 25-14     | 5-9    | 30-23  |
| 4  | Casper Ruud         | 22-5      | 7-6    | 29-11  |
| 5  | Bent-Ove Pedersen   | 14-6      | 8-7    | 22-13  |
| 6  | Viktor Durasovic    | 14-13     | 7-11   | 21-24  |
| 7  | Erling Tveit        | 9-9       | 7-7    | 16-16  |
| 8  | Per Hegna           | 12-9      | 3-6    | 15-25  |
| 9  | Helge Koll-Frafjord | 5-12      | 4-7    | 9-19   |
| 10 | Anders Håseth       | 9-7       | 0-0    | 9-7    |
| 11 | Finn Søhol          | 9-5       | 0-2    | 9-7    |
| 12 | Joachim Bjerke      | 3-4       | 6-0    | 9-4    |
| 13 | Gunnar Sjøwall      | 7-12      | 1-6    | 8-18   |
| 14 | Johan Haanes        | 5-14      | 1-9    | 6-23   |
| 15 | Anders Rolfsen      | 0-0       | 6-1    | 6-1    |
| 16 | Thorvald Moe        | 2-6       | 3-4    | 5-10   |
| 17 | Erik Melander       | 2-5       | 3-3    | 5-8    |
| 18 | Rolf Pape           | 3-6       | 2-2    | 5-8    |
| 19 | Frithjof Prydz      | 2-8       | 2-3    | 4-11   |
| 20 | John-Erik Rustad    | 2-7       | 2-3    | 4-10   |
| 21 | Audun Jensen        | 2-1       | 2-3    | 4-4    |
| 22 | Carl Sundberg       | 2-0       | 2-0    | 4-0    |
| 23 | Finn-Dag Jagge      | 1-11      | 2-8    | 3-19   |
| 24 | Nils-Erik Hesen     | 1-12      | 2-6    | 3-18   |
| 25 | Morten Ronneberg    | 2-5       | 1-3    | 3-8    |

| #  | Tennista                  | Singolare | Doppio | Totale |
| -- | ------------------------- | --------- | ------ | ------ |
| 26 | Frederik Sletting-Johnsen | 2-2       | 1-4    | 3-6    |
| 27 | Philip Riise-Hansen       | 2-3       | 1-1    | 3-4    |
| 28 | Øystein Steiro            | 3-0       | 0-0    | 3-0    |
| 29 | Jon-Erik Ross             | 0-7       | 2-4    | 2-11   |
| 30 | Tony Jonsson              | 2-8       | 0-0    | 2-8    |
| 31 | Jan Staubo                | 2-6       | 0-2    | 2-8    |
| 32 | Nicolai Budkov Kjær       | 2-4       | 0-0    | 2-4    |
| 33 | Thomas Randby             | 2-2       | 0-0    | 2-2    |
| 34 | Helge Rosjø               | 1-0       | 1-0    | 2-0    |
| 35 | Nils Elvik                | 1-8       | 0-2    | 1-10   |
| 36 | Torleif Torkildsen        | 1-7       | 0-2    | 1-9    |
| 37 | Fritz Jenssen             | 1-5       | 0-3    | 1-8    |
| 38 | Finn-Trygve Smith         | 0-6       | 1-1    | 1-7    |
| 39 | Simen Sunde Bratholm      | 1-2       | 0-2    | 1-4    |
| 40 | Fredrik Ask               | 0-2       | 1-1    | 1-3    |
| 41 | Jan Munch-Soegaard        | 0-1       | 1-2    | 1-3    |
| 42 | Terje Persson             | 0-1       | 1-2    | 1-3    |
| 43 | Lukas Hellum Lilleengen   | 1-1       | 0-0    | 1-1    |
| 44 | Arne-Georg Raabe          | 0-1       | 1-0    | 1-1    |
| 45 | Jarl Bibow                | 0-0       | 1-1    | 1-1    |
| 46 | Lars Hjarrand             | 0-0       | 1-1    | 1-1    |
| 47 | Thomas Heyerdahl          | 1-0       | 0-0    | 1-0    |
| 48 | Jack Nielsen              | 0-5       | 0-2    | 0-7    |
| 49 | Erik Ulleberg             | 0-4       | 0-3    | 0-7    |
| 50 | Sverre Lie                | 0-3       | 0-2    | 0-5    |

| #  | Tennista                 | Singolare | Doppio | Totale |
| -- | ------------------------ | --------- | ------ | ------ |
| 51 | Rolf Christoffersen      | 0-2       | 0-3    | 0-5    |
| 52 | Sjur-Lars Galtung-Hansen | 0-2       | 0-3    | 0-5    |
| 53 | Ragnar Hagen             | 0-2       | 0-2    | 0-4    |
| 54 | Thorgny Haanes           | 0-2       | 0-1    | 0-3    |
| 55 | Jan Svensen              | 0-2       | 0-1    | 0-3    |
| 56 | Fredrik Aarum            | 0-3       | 0-0    | 0-3    |
| 57 | Dick Bjurstedt           | 0-2       | 0-0    | 0-2    |
| 58 | Sigurd Rinde             | 0-2       | 0-0    | 0-2    |
| 59 | Edvard Raastad           | 0-2       | 0-0    | 0-2    |
| 60 | Olav Abrahamsen          | 0-2       | 0-0    | 0-2    |
| 61 | Gisle Pedersen-Jentoft   | 0-1       | 0-1    | 0-2    |
| 62 | Frederick Sundsten       | 0-1       | 0-1    | 0-2    |
| 63 | Birger Andersen-Brem     | 0-0       | 0-2    | 0-2    |
| 64 | Herman Høyeraal          | 0-0       | 0-2    | 0-2    |
| 65 | Oscar Fagerstrøm         | 0-1       | 0-0    | 0-1    |
| 66 | Ragnar Felix             | 0-1       | 0-0    | 0-1    |
| 67 | Thomas Haug              | 0-1       | 0-0    | 0-1    |
| 68 | Marius Tangen            | 0-1       | 0-0    | 0-1    |
| 69 | Adrian Forberg Skogeng   | 0-1       | 0-0    | 0-1    |
| 70 | Peter August Anker       | 0-1       | 0-0    | 0-1    |
| 71 | Andreja Petrovic         | 0-1       | 0-0    | 0-1    |
| 72 | Jens-Johan Beer          | 0-0       | 0-1    | 0-1    |
| 73 | Bjørn Naume              | 0-0       | 0-1    | 0-1    |
| 74 | Øyvind Alver             | 0-1       | 0-0    | 0-1    |

## Andamento
La seguente tabella riflette l'andamento della squadra dal 1990 ad oggi.
| Pos.           | 90 | 91 | 92 | 93 | 94 | 95 | 96 | 97 | 98 | 99 | 00 | 01 | 02 | 03 | 04 | 05 | 06 | 07 | 08 | 09 | 10 | 11 | 12 | 13 | 14 | 15 | 16 | 17 | 18 | 19 | 21 | 22 | 23 | 24 |
| -------------- | -- | -- | -- | -- | -- | -- | -- | -- | -- | -- | -- | -- | -- | -- | -- | -- | -- | -- | -- | -- | -- | -- | -- | -- | -- | -- | -- | -- | -- | -- | -- | -- | -- | -- |
| Campione       |    |    |    |    |    |    |    |    |    |    |    |    |    |    |    |    |    |    |    |    |    |    |    |    |    |    |    |    |    |    |    |    |    |    |
| Finalista      |    |    |    |    |    |    |    |    |    |    |    |    |    |    |    |    |    |    |    |    |    |    |    |    |    |    |    |    |    |    |    |    |    |    |
| SF             |    |    |    |    |    |    |    |    |    |    |    |    |    |    |    |    |    |    |    |    |    |    |    |    |    |    |    |    |    |    |    |    |    |    |
| QF             |    |    |    |    |    |    |    |    |    |    |    |    |    |    |    |    |    |    |    |    |    |    |    |    |    |    |    |    |    |    |    |    |    |    |
| OF             |    |    |    |    |    |    |    |    |    |    |    |    |    |    |    |    |    |    |    |    |    |    |    |    |    |    |    |    |    |    |    |    |    |    |
| Qualificazioni | x  | x  | x  | x  | x  | x  | x  | x  | x  | x  | x  | x  | x  | x  | x  | x  | x  | x  | x  | x  | x  | x  | x  | x  | x  | x  | x  | x  | x  |    |    |    |    |    |
| Gruppo I       |    |    |    |    |    |    |    |    |    |    |    |    |    |    |    |    |    |    |    |    |    |    |    |    |    |    |    |    |    |    |    |    |    |    |
| Gruppo II      |    |    |    |    |    |    |    |    |    |    |    |    |    |    |    |    |    |    |    |    |    |    |    |    |    |    |    |    |    |    |    |    |    |    |
| Gruppo III     | x  | x  |    |    |    |    |    |    |    |    |    |    |    |    |    |    |    |    |    |    |    |    |    |    |    |    |    |    |    |    |    |    |    |    |
| Gruppo IV      | x  | x  | x  | x  | x  | x  | x  |    |    |    |    |    |    | x  |    |    |    |    |    |    | x  | x  | x  | x  | x  | x  | x  | x  | x  | x  |    |    |    |    |

Legenda
- Campione: La squadra ha conquistato la Coppa Davis.
- Finalista: La squadra ha disputato e perso la finale.
- SF: La squadra è stata sconfitta in semifinale.
- QF: La squadra è stata sconfitta nei quarti di finale.
- OF: La squadra è stata sconfitta negli ottavi di finale (1º turno). Dal 2019 sostituito dal Round Robin.
- Qualificazioni: La squadra è stata sconfitta al turno di qualificazione. Istituito nel 2019.
- Gruppo I: La squadra ha partecipato al Gruppo I della propria zona di appartenenza.
- Gruppo II: La squadra ha partecipato al Gruppo II della propria zona di appartenenza.
- Gruppo III: La squadra ha partecipato al Gruppo III della propria zona di appartenenza.
- Gruppo IV: La squadra ha partecipato al Gruppo IV della propria zona di appartenenza.
- x: Ove presente, la x indica che in quel determinato anno, il Gruppo in questione non è esistito nella zona geografica di appartenenza della squadra.